# Eleccions a les Corts de Castella - la Manxa de 2015
Les eleccions a les Corts de Castella - la Manxa de 2015 es van celebrar a Castella - la Manxa el diumenge, 24 de maig, d'acord amb el Decret de convocatòria realitzat el 30 de març de 2015 i publicat al Diari Oficial de Castella - la Manxa el dia 31 de març. Es van elegir 33 diputats per a la novena legislatura de les Corts de Castella - la Manxa (6 a Albacete, 8 a Ciudad Real, 5 a Conca, 5 a Guadalajara i 8 a Toledo).

## Resultats
Tres candidatures van obtenir representació: el Partit Popular va obtenir 413.349 vots (16 diputats), el Partit Socialista Obrer Espanyol 398.104 vots (15 diputats) i Podem 107.463 vots (2 diputats). Els resultats complets es detallen a continuació:
| Candidatura                                      | Candidatura                                      | Albacete | Ciudad Real | Conca   | Guadalajara | Toledo  | Total     | %                     | Esc.                  |
| ------------------------------------------------ | ------------------------------------------------ | -------- | ----------- | ------- | ----------- | ------- | --------- | --------------------- | --------------------- |
|                                                  | Partit Popular                                   | 79.082   | 102.940     | 49.816  | 41.889      | 139.622 | 413.349   | 3.749,00              | 16                    |
|                                                  | Partit Socialista Obrer Espanyol                 | 73.004   | 107.829     | 45.151  | 37.269      | 134.851 | 398.104   | 3.611,00              | 15                    |
|                                                  | Podem                                            | 24.235   | 23.423      | 9.566   | 18.171      | 32.068  | 107.463   | 975,00                | 2                     |
| Ciutadans-Partit de la Ciutadania                | Ciutadans-Partit de la Ciutadania                | 20.775   | 20.741      | 7.997   | 14.923      | 30.794  | 95.230    | 864,00                | 0                     |
| Guanyen-Els Verts-Esquerra Unida                 | Guanyen-Els Verts-Esquerra Unida                 | 8.193    | 8.502       | 2.544   | 4.163       | 10.828  | 34.230    | 310,00                | 0                     |
| Unió, Progrés i Democràcia                       | Unió, Progrés i Democràcia                       | 2.085    | 3.182       | 647     | 2.056       | 2.896   | 10.866    | 99,00                 | 0                     |
| Partit Animalista Contra el Maltractament Animal | Partit Animalista Contra el Maltractament Animal | 1.933    | 1.918       | 549     | 1.406       | 3.137   | 8.943     | 81,00                 | 0                     |
| Vox                                              | Vox                                              | 802      | 983         | 439     | 1.209       | 1.869   | 5.302     | 48,00                 | 0                     |
| Unió de Ciutadans Independents                   | Unió de Ciutadans Independents                   | 1.076    | 2.058       | 273     | 478         | 1.176   | 5.061     | 46,00                 | 0                     |
| Els Verts-Grup Vert                              | Els Verts-Grup Vert                              | n/a      | n/a         | 439     | n/a         | 1.479   | 1.918     | 17,00                 | 0                     |
| Partit Castellà-Unitat Castellana                | Partit Castellà-Unitat Castellana                | 244      | 293         | 273     | 341         | 381     | 1.532     | 14,00                 | 0                     |
| Partit Comunista dels Pobles d'Espanya           | Partit Comunista dels Pobles d'Espanya           | 511      | n/a         | n/a     | n/a         | 476     | 987       | 9,00                  | 0                     |
| Lliberals i Independents per Manzanares          | Lliberals i Independents per Manzanares          | n/a      | 287         | n/a     | n/a         | n/a     | 287       | 3,00                  | 0                     |
| Vots en blanc                                    | Vots en blanc                                    | 3.758    | 5.483       | 2.293   | 2.277       | 5.445   | 19.256    |                       | n/a                   |
| Vots vàlids                                      | Vots vàlids                                      | 215.698  | 277.639     | 119.987 | 124.182     | 365.022 | 1.102.528 | 100,00                | 33                    |
| Vots nuls                                        | Vots nuls                                        | 4.336    | 6.860       | 2.559   | 2.224       | 8.630   | 24.609    | Participació: 71,50 % | Participació: 71,50 % |
| Votants                                          | Votants                                          | 220.034  | 284.499     | 122.546 | 126.406     | 373.662 | 1.127.147 | Participació: 71,50 % | Participació: 71,50 % |
| Electors                                         | Electors                                         | 310.951  | 403.904     | 159.684 | 182.542     | 519.270 | 1.576.351 | Participació: 71,50 % | Participació: 71,50 % |

## Diputats escollits
Relació de diputats proclamats electes:
|  | Nom                              | Llista | Circumscripció |
|  | -------------------------------- | ------ | -------------- |
|  | Santiago Cabañero Masip          | PSOE   | Albacete       |
|  | Josefa Navarrete Pérez           | PSOE   | Albacete       |
|  | Emilio Sáez Cruz                 | PSOE   | Albacete       |
|  | Francisco Javier Núñez Núñez     | PP     | Albacete       |
|  | Cesárea Arnedo Megías            | PP     | Albacete       |
|  | Antonio Martínez Gómez           | PP     | Albacete       |
|  | José Manuel Caballero Serrano    | PSOE   | Ciudad Real    |
|  | Blanca Pilar Fernández Morena    | PSOE   | Ciudad Real    |
|  | Miguel Ángel González Caballero  | PSOE   | Ciudad Real    |
|  | Ana Isabel Abengózar Castillo    | PSOE   | Ciudad Real    |
|  | Francisco Cañizares Jiménez      | PP     | Ciudad Real    |
|  | María Dolores Merino Chacón      | PP     | Ciudad Real    |
|  | Juan José Jiménez Prieto         | PP     | Ciudad Real    |
|  | María Cortes Valentín González   | PP     | Ciudad Real    |
|  | José Luis Martínez Guijarro      | PSOE   | Conca          |
|  | Carmen Torralba Valiente         | PSOE   | Conca          |
|  | Benjamín Prieto Valencia         | PP     | Conca          |
|  | María Pilar Martínez Peñarrubia  | PP     | Conca          |
|  | José Manuel Tortosa Ruiz         | PP     | Conca          |
|  | Rafael Esteban Santamaría        | PSOE   | Guadalajara    |
|  | Araceli Martínez Esteban         | PSOE   | Guadalajara    |
|  | David Llorente Sánchez           | Podem  | Guadalajara    |
|  | Ana Cristina Guarinos López      | PP     | Guadalajara    |
|  | Lorenzo Robisco Pascual          | PP     | Guadalajara    |
|  | Emiliano García-Page Sánchez     | PSOE   | Toledo         |
|  | María Agustina García Élez       | PSOE   | Toledo         |
|  | Gregorio Jesús Fernández Vaquero | PSOE   | Toledo         |
|  | María del Rosario García Saco    | PSOE   | Toledo         |
|  | José García Molina               | Podem  | Toledo         |
|  | María Dolores Cospedal García    | PP     | Toledo         |
|  | Vicente Tirado Ochoa             | PP     | Toledo         |
|  | Carlos Velázquez Romo            | PP     | Toledo         |
|  | Claudia Alonso Rojas             | PP     | Toledo         |